# Christian Kuchimeister
Christian Kuchimeister oder, wie er sich selbst nannte, Christân der Kuchimaister (* um 1260 in St. Gallen; † nach 1335 ebenda) war ein Schweizer Chronist.

## Leben
Über das Leben des St. Galler Bürgers aus dem Umfeld des Klosters St. Gallen ist nur wenig bekannt. Das Familienname Kuchimeister erscheint erstmals 1222 für eine Bürgerfamilie in St. Gallen. Mitglieder der Familie werden als nichtadelige Zeugen in Urkunden genannt, andere hatten das Amt eines Ammanns inne.

## Chronik
Kuchimeisters Chronik steht in der Tradition des Mönchs Ratpert, der als erster die Geschichte des Klosters aufzeichnete. Als Quelle diente Kuchimeister zunächst sein Vorgänger, der Klosterchronist Konrad von Fabaria (auch Conradus de Fabaria, Verfasser von Continuatio Casuum sancti Galli) die weiteren Berichte konnte er aus eigener Anschauung niederschreiben. Seine Aufzeichnungen in deutscher Sprache begann er am 7. Juni 1335. Sie beschreiben die Zeit von 1228 bis 1329 und gelten als historisch zuverlässig.
Schweizer Chronikschreiber wie Ulrich Rösch benützten seine Chronik, später wurde sie auch von Joachim Vadian und weiteren ausgewertet. Gedruckt erschien sie zuerst von Johann Jacob Breitinger in dem mit seinem Freund Johann Jakob Bodmer herausgegebenen Werk Helvetische Bibliothek bestehend in historischen, politischen und critischen Beyträgen zu den Geschichten des Schweizerlandes, Fünftes Stück, Zürich 1736.
Die Chronik ist in drei Handschriften überliefert, wobei die älteste die bedeutendste ist. Sie war im Besitz von Hans Conrad Heidegger, der sie dann der Stadtbibliothek Zürich schenkte. Sie ist als Handschrift Z bekannt. Die Handschrift V stammt aus der Zeit um 1450 und verblieb in der Vadiana. Sie wurde von Jacob Hardegger auf Wunsch von Joseph Eutych Kopp ediert. Eine jüngere Abschrift, Handschrift Z.-A., kam als Kriegsbeute 1712 aus dem St. Galler Klosterarchiv in das Staatsarchiv Zürich; 1931 erfolgte die Rückgabe an das Stiftsarchiv St. Gallen.

## Editionen und Literatur
- Christian Kuchimeister: Nüwe Casus Monasterii Sancti Galli. Hrsg. v. Gerold Meyer von Knonau. Huber, St. Gallen 1881. Internet Archive
- Cristân der Kuchimaister: Nüwe Casus Monasterii Sancti Galli. Edition und sprachgeschichtliche Einordnung von Eugen Nyffenegger. De Gruyter, Berlin 1974.
- Johann Friedrich Böhmer (u. a.): Repertorium fontium historiae medii aevi. Band 6, Istituto Storico Italiano per il Medio Evo, Rom 1991, S. 656 ff.